# Ala Mândâcanu
Ala Mândâcanu (n. 14 decembrie 1954, Balatina) este o politiciană și jurnalistă din Republica Moldova. 

## Activitate
Ala a fost membru al Parlamentului din Republica Moldova, redactor-șef al publicației "Democrația" (2001-2004), vicepreședinte al Partidului Social Liberal și decan al Facultății de Jurnalism. Locuiește în Montreal din 2008. Ala Mândâcanu este liderul comunității moldovenilor din departamentul canadian Quebec.

## Distincții
La 14 octombrie 2010, a fost decorată de către președintele interimar, Mihai Ghimpu, cu Ordinul de Onoare al Republicii Moldova și a primit Diploma de gradul I a primului ministru, Vlad Filat.